# ブーシア半島

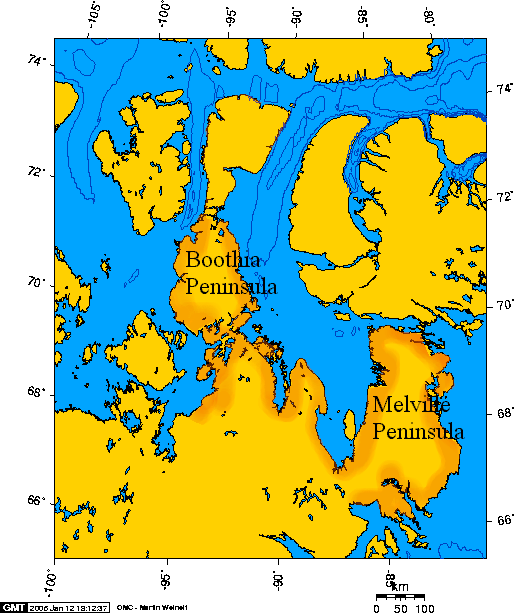
ヌナブト準州のブーシア半島とメルヴィル半島

ブーシア半島（ブーシアはんとう、英: Boothia Peninsula、仏: Péninsule Boothia）は、カナダのヌナブト準州にある世界で15番目に大きい半島。面積3万2330km2。南北に延び長さは約200km、幅は最大で210kmだが、基部は約30kmしかない。半島全体が北極圏に入り、半島北端のマーチソン岬は、カナダ本土および北アメリカ大陸の最北端である。北にはベロー海峡をはさんでサマーセット島、北西にプリンスオブウェールズ島、東にはブーシア湾を挟んでバフィン島のブローダー半島がある。
1829年に探検家のジョン・ロスが発見し、探検の出資者であったフェリックス・ブースにちなんで命名された。
半島は多くの渉禽類の営巣地およびコハクチョウなどのカモ・ガン・ハクチョウの生息地で、南部にはラムサール条約登録地のラスムッセン低地がある。